# モロ師岡
モロ 師岡（モロ もろおか、本名：師岡 三智雄〈もろおか みちお〉、1959年〈昭和34年〉2月20日 - ）は、日本の俳優、コメディアン。
千葉県八街市出身。血液型はO型。オレガ所属。
夫人はコメディエンヌ・女優の楠美津香。

## 来歴・人物
専修大学商学部在学中に劇団現代に入団。アマチュア劇団で活動するかたわら、六本木のショーパブ「バナナパワー」の立ち上げの後、新宿のストリップ劇場、渋谷の「道頓堀劇場」でコントをしていた。1990年以降、コメディアンとしてテレビへの出演を開始した。
1996年、北野武監督の『キッズ・リターン』では、未来ある若手に悪い遊びを教えて堕落させてゆく中年ボクサーを好演し、東京スポーツ映画大賞助演男優賞を受賞（以降、北野作品に複数回起用されている）。
プライムワン（現プライム）を経て、現在オレガの所属となる。
テレビ、映画でさりげない存在感を示す脇役をこなす傍ら、近年は浅草東洋館を中心にコント、一人芝居を開催している。
無宗教である。

## 略歴
- 1978年 - 劇団現代のオーディションに合格、入団する。
- 1995年 - もりしげる監督の『紅〜BENI〜』で映画初出演。国立演芸花形演芸会において花形演芸大賞銀賞受賞。
- 1996年 - 映画『キッズ・リターン』で、東京スポーツ映画大賞助演男優賞を受賞する[3]。本人はこの受賞を、夫婦で出ていた名テレの番組収録後、帰京する途中の名古屋駅の売店に置いてあった新聞の見出しで知った[4]。

## 出演

### テレビドラマ
- 美少女仮面ポワトリン 第37話「ふしあわせ王子の犯罪」（1990年、フジテレビ） - ふしあわせ王子 役
- 世にも奇妙な物語（フジテレビ）
  - 黒魔術（1991年）
  - パパは犯罪者（1991年）
  - 永遠のふたり（2023年11月11日） - 白髪の老人 役[5]
- 大河ドラマ（NHK総合）
  - 信長 KING OF ZIPANGU（1992年） - ディオゴ 役
  - 北条時宗（2001年） - 頭目 役
  - 利家とまつ（2002年） - 足利義昭 役
  - 功名が辻（2006年） - 吉川広家 役
  - 龍馬伝（2010年） - 大月主税 役
  - 平清盛（2012年） - 土肥実平 役
  - おんな城主 直虎（2017年） - 平岩親吉 役
- 金田一少年の事件簿（1995年、日本テレビ） - 従業員 役
- HOTEL第4シリーズ　第15話（1995年、TBS）
- みにくいアヒルの子（1996年4月 - 6月、フジテレビ）
- 金魚のフン（1996年、テレビ朝日）
- はみだし刑事情熱系 PART1 第13話「殺人鬼！母の秘密」（1997年1月22日、テレビ朝日） - 室井昭光 役
- 蛍の宿（1997年、TBS）
- 向田邦子新春シリーズ「終わりのない童話」（1998年、TBS） - 刑事 役
- 月曜ドラマスペシャル→月曜ミステリー劇場→月曜ゴールデン→月曜名作劇場（TBS）
  - 盗む女（1997年6月16日）
  - 早乙女千春の添乗報告書6「湯布院湯けむりツアー殺人事件」（1998年4月6日） - 櫟敏彦 役
  - 夏樹静子サスペンス 揺らぐ灯（2003年7月14日） - 小野寺志郎 役
  - 見当たり捜査25時（2004年6月21日） - 松平直人 役
  - 十津川警部シリーズ32「愛の伝説・釧路湿原」（2004年9月27日） - 鈴木警部補 役 ※渡瀬恒彦版
  - 弁護士二重丸承子「赤い不在証明」（2005年11月14日） - 高倉教官 役
  - 探偵 左文字進12「凶器の隠し場所」（2008年6月16日） - 井口洋平 役
  - 法廷サスペンスSP2・裁判員制度ドラマ 家族〜あなたに死刑が宣告出来ますか?〜（2009年5月18日） - 右沢吾一 役
  - 女タクシードライバーの事件日誌5「車載カメラは見た！」（2010年11月29日） - 阿部輝明 役
  - 警視庁鑑識課〜南原幹司の鑑定〜 - 吉田保 役
    - 警視庁鑑識課〜南原幹司の鑑定1〜（2011年3月28日）
    - 警視庁鑑識課〜南原幹司の鑑定2〜（2011年11月28日）
    - 警視庁鑑識課〜南原幹司の鑑定3〜（2013年8月19日）

  - 釣り刑事4（2013年9月30日） - 沖田誠吾 役
  - 新・十津川警部シリーズ2「伊香保温泉殺人事件」（2017年4月3日） - 澤井卓造 役 ※内藤剛志版
  - ミステリー作家・朝比奈耕作シリーズ2「鳥啼村の惨劇」（2018年3月12日） - 岩下吾郎 役
- タブロイド（1998年、フジテレビ） - 滝信也 役
- 南町奉行事件帖 怒れ!求馬II 第4話「女将と泥棒・味な対決」（1999年、TBS） - 狸の和助 役
- 古畑任三郎（1999年、フジテレビ） - 気楽家苦楽 役
- ケイゾク 特別編（1999年、TBS） - 警官 役
- 危険な関係（1999年、フジテレビ） - 野々村正一 役
- 火曜サスペンス劇場（日本テレビ）
  - 「検事霧島三郎7」（1999年10月26日） - 宮垣俊介 役
  - 「警視庁鑑識班14」（2002年4月9日） - 寺崎豊 役
  - 「うさぎと亀〜川の流れのように〜」（2004年6月1日） - 菊池正幸 役
- ビューティフルライフ（2000年1月 - 3月、TBS） - 美容院店長 役
- バカヤロー!2000 ニッポン人の怒りが爆発する!!「前向きが何だ!」（2000年3月29日、日本テレビ）
- 太陽は沈まない（2000年4月 - 6月、フジテレビ） - 野中公平 役
- ストレートニュース（2000年10月 - 12月、日本テレビ） - 徳永育郎 役
- R-17（2001年、テレビ朝日） - 望月逸郎 役
- 女と愛とミステリー（テレビ東京）
  - 「寺田家の花嫁」（2001年） - 権藤利夫 役
  - 「和泉教授夫妻シリーズ1」（2001年） - 塩川宗祐 役
- ロング・ラブレター〜漂流教室〜（2002年、フジテレビ） - 岡津三蔵 役
- ランチの女王 第3話・第4話（2002年、フジテレビ） - 谷口 役
- こちら本池上署 第1シリーズ 第8回「父親を売った少年」（2002年8月26日、TBS） - 石神茂 役
- 相棒 season1 第6話「死んだ詐欺師と女美術館長の指紋」（2002年11月13日、テレビ朝日） - 土田雅夫 役
- ホーム&アウェイ 第9話（2002年12月2日、フジテレビ） - 中年の男 役
- 最後の弁護人 第4話「10秒の空白？裁判が暴く密室トリック！」（2003年2月5日、日本テレビ） -  役
- こころ（2003年、NHK総合） - 五井譲 役
- ビギナー（2003年、フジテレビ） - 自転車泥棒 役
- なつのひかり。（2004年、日本テレビ） - 冬柴雄一郎 役
- 怪奇大家族（2004年、テレビ東京） - 忌野治虫 役
- FIRE BOYS 〜め組の大吾〜（2004年、フジテレビ） - 植木彦助 役
- ケータイ刑事 銭形泪（2004年、BS-i） - 桃白善 役
- 君が想い出になる前に（2004年、関西テレビ・フジテレビ）
- 温泉へ行こう5 第32話・第33話（2005年、TBS）
- 中学生日記（2006年 - 、NHK） - 御器所先生 役
- ガチバカ! 第6話「説教するならカネをくれ!」（2006年2月23日、TBS）
- 仮面ライダーシリーズ
  - 仮面ライダーカブト第15話「怪人名医!?」第16話「まさかの嵐」（2006年5月7日・2006年5月14日、テレビ朝日） - 若林龍宏 役
  - 仮面ライダーW 第23話「唇にLを / シンガーソングライダー」第24話「唇にLを / 嘘つきはおまえだ」（2010年2月、テレビ朝日） - 沢田さちお 役
  - 仮面ライダーゴースト 第9・31・32話（2015年12月6日、2016年5月15日・22日、テレビ朝日） - 五十嵐博士 役
- 富豪刑事デラックス 第4話「占星術の富豪刑事」（2006年5月12日、朝日放送・テレビ朝日） - 小池武雄 役
- 医龍-Team Medical Dragon- 第8話「奇跡を起こす医師」（2006年6月1日、フジテレビ） - マスター・野沢 役
- 奇跡の夫婦愛スペシャル「虹を架ける王妃」（2006年、フジテレビ） - 閔侯爵 役
- 時効警察 第7話（2006年、テレビ朝日） - 大宮 役
- カクレカラクリ（2006年、TBS） - 吉村 役
- Xenos（2007年、テレビ東京） - 鈴木雄二 役
- ティッシュ（2007年、テレビ朝日） - 佐伯正一郎 役
- セクシーボイスアンドロボ（2007年、日本テレビ） - ハンバーグさん 役 ※長久手発砲立てこもり事件を想起させると第7回は無期限で放送延期（DVDで収録）
- 新春ドラマ・となりのクレーマー（2008年1月6日、フジテレビ・東海テレビ） - 山田伸介 役
- エジソンの母（2008年2月29日、TBS系列） - 焼き芋屋さん　役
- トップセールス（2008年4月、NHK） - 相川 役
- OLにっぽん（2008年、日本テレビ）
- ヴォイス〜命なき者の声〜（2009年1月、フジテレビ） - 市原良平 役
- スマイル（2009年6月、TBS） - 叶陸夫 役
- リミット-刑事の現場2（2009年8月、NHK）
- サムライ・ハイスクール（2009年11月、日本テレビ） - 山本三郎 役
- ハンチョウ〜神南署安積班〜シリーズ2 第7話（2010年2月22日、TBS） - 新聞社キャップ 役
- 太宰治短編小説集『走れメロス』（NHK衛星第2テレビジョン、2010年3月24日）
- 絶対零度〜未解決事件特命捜査〜 Case5（2010年5月11日、フジテレビ） - 村山武実 役
- ギルティ 悪魔と契約した女（2010年10月 - 12月、関西テレビ・フジテレビ） - 三輪周平 役
- ひとりじゃない（2011年1月 - 2月、BSフジ） - 桐山祥平の父 役
- CONTROL〜犯罪心理捜査〜 第8話、第9話（2011年3月1日・8日、フジテレビ） - 高橋機器製作所の社長 役
- ジウ 警視庁特殊犯捜査係（2011年7月 - 9月、テレビ朝日） - 川俣貞治 役
- とんび（2012年1月7日・14日、NHK） - 山本 役
- 分身（2012年2月 - 3月、WOWOW） - 笠原良則 役
- 放課後はミステリーとともに 第3・4話（2012年5月7日・14日、TBS） - 藤瀬正一 役
- もう一度君に、プロポーズ第2、8、9話（2012年4月27日、TBS） - 梅津雄三 役
- 松本清張没後20年特別企画 ドラマスペシャル 波の塔（2012年6月23日、テレビ朝日） - 辺見博 役
- ボーイズ・オン・ザ・ラン（2012年7月 - 9月、テレビ朝日） - 斎田社長 役
- 黒の女教師（2012年7月 - 9月、TBS） - 近藤剛 役
- さんすう刑事ゼロ〜残されたレシート事件〜（2012年8月14日、NHK Eテレ） - 主演 ゼロ 善田良郎 役
- 梅ちゃん先生〜結婚できない男と女スペシャル〜（2012年10月、NHK BSプレミアム） - 佐川 役
- 宮部みゆきミステリー パーフェクト・ブルー 第5話（2012年11月5日、|TBS） - 植草篤 役
- 松本清張没後20年・ドラマスペシャル 十万分の一の偶然（2012年12月15日、テレビ朝日） - 小菅光晴 役
- アイドルマン 最終話（2013年4月、CSフジテレビ）
- レディ・ジョーカー（2013年3月3日 - 4月14日、WOWOW） - 土肥刑事課長代理 役
- さんすう刑事ゼロ（2013年4月8日 - 2018年、NHK Eテレ） - 主演 ゼロ 善田良郎 役
- 昔話法廷（2015年8月11日　- NHK  Eテレ）第2話　カチカチ山裁判　弁護人　宮前卓朗　役
- 白衣のなみだ 第1部「余命」第2話・第4話（2013年4月、東海テレビ） - 杉下直親 役
- ガリレオ 第2シーズン（フジテレビ） - 間宮昌明 役
  - 第1話「幻惑す」（2013年4月15日）
  - 第9話「攪乱す」（2013年6月10日）
  - ガリレオXX 内海薫最後の事件 愚弄ぶ（2013年6月22日）
- 鴨、京都へ行く。-老舗旅館の女将日記- 第2話（2013年4月16日、フジテレビ） - 桐村 役
- 遺留捜査 第3シリーズ 第6話（2013年5月22日、テレビ朝日） - 込山忠男 役
- ダブルトーン 〜2人のユミ〜（2013年6月 - 8月、NHK BSプレミアム） - 林丈一郎 役
- 明日の光をつかめ -2013 夏-（2013年7月 - 8月、東海テレビ・フジテレビ） - 二見茂夫 役
- 半沢直樹（2013年7月 - 9月、TBS） - 角田周 役
- ミス・パイロット 第8、9・11話（2013年7月 - 9月、フジテレビ） - 矢沢卓二 役
- 土曜ワイド劇場（テレビ朝日）
  - 「ショカツの女8・美人妻が元夫を殺害!?」（2013年12月14日、朝日放送） - 矢島明 役
  - 「警視庁・捜査一課長〜ヒラから成り上がった最強の刑事!3」（2014年7月26日） - 上原元治 役
- 水曜ミステリー9（テレビ東京）
  - 「特命おばさん検事! 花村絢乃の事件ファイル2」（2014年2月5日） - 友野公一 役
  - 「北海道警事件ファイル 警部補 五条聖子3」（2015年2月4日） - 鬼塚弘次 役
  - 「犯罪科学分析室 電子の標的2」（2016年3月23日） - 帝光大学医学部教授 阿武隈修 役
- 「1914幻の東京　よみがえるモダン都市」（2014年1月1日、NHK総合）
- 拝啓 色川先生（2014年3月2日、NHK BSプレミアム） - 競輪場の男 役
- そんじょそこら商店街（2014年3月12日、NHK BSプレミアム） - 小泉 役
- 下町ボブスレー 第3話（2014年3月15日、NHK BSプレミアム）
- お父さんは高校生（2014年3月16日、NHK BSプレミアム） - 店主 役
- その日のまえに 後篇（2014年3月30日、NHK BSプレミアム）
- サイレント・プア（2014年4月 - 6月、NHK総合） - 近藤健亮 役
- TEAM -警視庁特別犯罪捜査本部- 第8話「死体の手に書かれた暗号文」（2014年6月4日、テレビ朝日） - 小川卓郎 役
- ゼロの真実〜監察医・松本真央〜（2014年7月 - 9月、テレビ朝日） - 小林保 役
- 孤独のグルメ Season4 第9話（2014年9月3日、テレビ東京） - シャンウェイ主人 役
- Nのために（2014年10月 - 12月、TBS） - 成瀬周平 役
- 赤と黒のゲキジョー（フジテレビ）
  - 「海の斜光」（2014年11月7日） - 大草秀行 役
- ビンタ!〜弁護士事務員ミノワが愛で解決します〜 第12話（2014年12月18日、読売テレビ・日本テレビ） - 野口刑事 役
- ウロボロス〜この愛こそ、正義。（2015年1月 - 3月、TBS） - 忍足浩二 役
- 保育探偵25時〜花咲慎一郎は眠れない!!〜 第4話（2015年2月6日、テレビ東京） - 大野 役
- 雲霧仁左衛門2（2015年2月 - 3月、NHK BSプレミアム） - 安濃津の定吉 役
  - 雲霧仁左衛門3 第2回（2017年1月13日）
- 闇の伴走者（2015年4月 - 5月、WOWOW） - 江藤健介 役
- テミスの求刑（2015年5月、WOWOW） - 宇佐美亮輔 役
- シメシ 第3話（2015年7月7日、TBS） - グラン・タマシマのマネージャー・野村 役
- 一番電車が走った（2015年8月10日、NHK総合） - 高村光二郎 役
- 昔話法廷 第2回「カチカチ山裁判」（2015年8月11日、NHK Eテレ） - 弁護人・宮前卓郎 役
- 破裂（2015年10月 - 11月、NHK総合） - 小池清 役
- NHK正月時代劇「吉原裏同心〜新春吉原の大火〜」（2016年1月3日、NHK総合） - 源次 役
- 警視庁ゼロ係〜生活安全課なんでも相談室〜 FIRST SEASON 第3話「連続殺人犯は10代? KY刑事vsヤンキー」（2016年1月29日、テレビ東京） - 今西利治 役
- 猫侍 玉之丞 江戸へ行く（2016年2月19日 - 、全国12局ネット（tvk、チバテレ、テレ玉、三重テレビ、KBS京都、サンテレビ、とちぎテレビ、群馬テレビ、テレビせとうち、広島ホームテレビ、静岡第一テレビ、IBC岩手放送） / BSフジ / アニマルプラネット） - 竹蔵 役
- 海底の君へ（2016年2月20日、NHK総合） - 前原将司 役
- クロスロード（2016年2月25日 - 3月31日、NHK BSプレミアム） - 村瀬義行 役
- ナオミとカナコ 第9話・第10話（2016年2月10日・17日、フジテレビ） - 鍋嶋徹 役
- ガチ星（2016年4月21日 - 5月12日、テレビ西日本） - 木下和秀 役
- グッドパートナー 無敵の弁護士 第2話（2016年4月28日、テレビ朝日） - 宮前克美 役
- 沈まぬ太陽第1部  第5話・第6話（2016年6月19日・26日、WOWOW） - 久米 役
- 99.9-刑事専門弁護士- SEASON I 第5話「黒幕は佐田!? 繋がった2つの事件〜前編」（2016年5月15日、TBS） - 山本 役
- 刑事7人 シーズン2 第3話「タイムリミットは2時間…！正義のために人を殺せるか!?」（2016年7月27日、テレビ朝日） - 高坂信彦 役
- とと姉ちゃん 第110回（2016年8月9日、NHK総合） - 若松永正 役
- ON 異常犯罪捜査官・藤堂比奈子（関西テレビ・フジテレビ） - 原島宗徳 役
  - 第6話「大金が詰まった遺体…女刑事の過去」（2016年8月16日）
  - 第7話「毒物死へ誘うAID…比奈子の殺意」（2016年8月23日）
- ヤッさん 第5話（2016年8月19日、テレビ東京） - 田所 役
- 家売るオンナ 第7話（2016年8月24日、日本テレビ） - 白洲保 役
- BARレモン・ハート SEASON2 第22話（2016年8月29日、BSフジ） - 安藤 役
- 金曜プレミアム 誘拐ミステリー超傑作 法月綸太郎 一の悲劇（2016年9月23日、フジテレビ） - 久能晴路 役
- 逃げるは恥だが役に立つ（2016年9月 - 12月、TBS） - 津崎宗八 役
  - 逃げるは恥だが役に立つ新春ドラマスペシャル（2021年1月2日、TBS）
- 絶狼-ZERO- -DRAGON BLOOD- 第1話（2017年1月6日、テレビ東京） - クガノ 役
- 男水!（2017年1月 - 3月、日本テレビ） - 磯村邦夫 役
- ヒトヤノトゲ〜獄の棘〜（2017年3月 - 4月、WOWOW） - 武島耕介 役
- 増山超能力師事務所 第8話（2017年2月23日、読売テレビ・日本テレビ） - 大谷津誠司 役
- 炎の経営者（2017年3月19日、フジテレビ） - 綱島棋士 役
- 櫻子さんの足下には死体が埋まっている 第3話（2017年5月7日、フジテレビ） - 佐々木敦郎 役
- 科捜研の女スペシャル（2017年10月15日、テレビ朝日） - 渋川進 役
- 名刺ゲーム（2017年12月、WOWOW） - 制作部長・松岡 役
- 忘れてしまう前に想い出してほしい（2017年12月26、27、28日、毎日放送） - アパート管理人 役
- ちょいドラ2017〜人生でエモいことは10分で起こる〜「ヴァージン・ロード」（2017年12月28日、NHK） - 信人 役
- モブサイコ100（2018年1月 - 3月、テレビ東京） - タコ焼き屋のおやじ 役
- 記憶（2018年3月 - 5月、フジテレビONE/TWO/NEXT×J:COM） - 沢島充 役
- Missデビル 人事の悪魔・椿眞子（2018年4月 - 6月、日本テレビ） - 国本要二 役
- シグナル 長期未解決事件捜査班（関西テレビ・フジテレビ） - 田中修一 役
  - 第3話「変化する過去! 殺人の連鎖! 再び動き出した凶悪犯」（2018年4月24日）
  - 第4話「死のバス 連続殺人の衝撃の結末! 時を超えた奇跡とは」（2018年5月1日）
- 役者ダマしい 第11話「名前負けした男・鋼山鋼三」（2018年6月18日、テレビ大阪） - 鋼山鋼三 役
- 真犯人（2018年9月 - 10月、WOWOW） - 寺嶋正志 役
- マジで航海してます。～Second Season～（2018年7月 - 9月、毎日放送・TBS） - 新井三郎 役
- ミステリースペシャル 満願 第1夜「万灯」（2018年8月14日、NHK総合） - 木田涼一 役
- スペシャルドラマ・乱反射（2018年9月22日、名古屋テレビ・テレビ朝日） - 佐々倉研二 役
- 下町ロケット（2018年11月 - 12月、TBS） - 北堀啓哉 役
- 新しい王様（2019年1月8日 - 3月7日、TBS） - 桜島 役
- スローな武士にしてくれ〜京都 撮影所ラプソディー〜（2019年3月23日、NHK BSプレミアム） - 大河原三郎 役
- ドラマスペシャル 死命〜刑事のタイムリミット〜（2019年5月19日、テレビ朝日） - 安東徳次郎 役
- 白い巨塔（2019年5月22日 - 26日、テレビ朝日） - 裁判長 役
- 集団左遷!! 第7話「本部編始動!! 巨大な上層部の悪事を暴け」（2019年6月2日、TBS） - 上原友治 役
- これは経費で落ちません!（2019年7月26日 - 9月27日、NHK総合） - 新島宗一郎 役
- 背徳の夜食「背脂ラーメン編」（2019年7月27日、東海テレビ・フジテレビ系） - 高橋真治 役
- ドクターX〜外科医・大門未知子〜 第6シリーズ 第2話「貧乏患者vs5000億の命!? ドミノも失敗しないので」（2019年10月24日、テレビ朝日） - 二色寿郎 役
- 本能寺の変サミット2020（2020年1月1日、NHK BSプレミアム）
- シロでもクロでもない世界で、パンダは笑う。 第2話「カネとコネまみれの大学入試」（2020年1月19日、読売テレビ・日本テレビ系） - 池渕淳二 役
- 恋はつづくよどこまでも（TBS） - 中沢勉 役
  - 第8話「俺のそばを離れるな…ついに告白!」（2020年3月3日）
  - 第9話「魔王ついに勇者の実家へ!!」（2020年3月10日）
- 特捜9 season3 第1話「越境捜査」（2020年4月8日、テレビ朝日） - 北村龍一 役
- 絶メシロード 最終話「食堂S.S」（2020年4月11日、テレビ東京） - 佐藤秀喜 役
- 美食探偵 明智五郎（2020年、日本テレビ） - 執事・小松崎 役
  - 第2話「愛してる……だから殺す。女ってそういうものでしょ?」（2020年4月19日）
  - 第6話「私は、愛する人のためになら迷わず命を捧げるわ」（2020年5月17日）
  - 最終話「生きることは、食べることだ……。食べることで、生きる希望が生まれる」（2020年6月28日）
- アンサング・シンデレラ病院薬剤師の処方箋 第7話「やれる治療があるだけマシだから」（2020年8月27日、フジテレビ） - 鴨居健介 役
- この恋あたためますか 第7話（2020年12月1日、TBS）
- 明治開化 新十郎探偵帖（2020年） - 加納五兵衛 役
- 遺留捜査 第6シーズン 最終話（2021年3月18日、テレビ朝日） - 大山国広 役
- 華麗なる一族 (2021年のテレビドラマ)（2021年） - 兵藤副社長 役
- ライオンのおやつ(2021年6月- 8月、NHKBSプレミアム） - マスター 役
- ハコヅメ〜たたかう！交番女子〜第1話（2021年7月7日、日本テレビ） - 篠原 役
- 准教授・高槻彰良の推察　第8話（9月25日、WOWOW、東海テレビ）
- モモウメ 第19話（2021年11月12日、Hulu）
- 妙高のたからもの（2022年1月 - 2月、BS日テレ） - くみあい病院 医師 福永 役
- ＃居酒屋新幹線 第10話（2022年2月26日、チャンネル銀河） - 師匠 役
- ナンバMG5 第5話・第6話・特別編2（2022年5月18日・25日・6月29日、フジテレビ） - 長谷川忠司 役
- オクトー 〜感情捜査官 心野朱梨〜第9話（2022年9月1日、読売テレビ） - 棚田雅彦 役
- HOTEL -NEXT DOOR-（2022年9月10日 - 10月15日、WOWOW） - 村本三郎 役
- 晩酌の流儀 年末スペシャル（2022年12月31日、テレビ東京） - 玉田 役
- ママはバーテンダー〜今宵も踊ろう〜（2023年1月19日 - 3月9日、BS-TBS） - 原田敏行 役[6]
- おもかげ（2023年3月27日、ＮＨＫ） - 永山徹 役
- ドラフトキング（2023年4月8日 - 6月10日、WOWOW） - 山城浩市 役[7]
- シッコウ!!〜犬と私と執行官〜（2023年7月4日 - 9月12日、テレビ朝日） - 須賀川悟 役[8]
- さすらいのグルメハンター 函館編 第2話（2023年7月30日、BS日テレ） - 篠原昭雄 役[9]
- VIVANT（2023年、TBS） - 西村証券マン 役
- 藤子・F・不二雄 SF短編ドラマ シーズン2「マイシェルター」（2024年4月14日、NHK BS）[10]
- イップス 第5話・ 第6話・第9話・最終話（2024年5月17日、フジテレビ） - 異口治 役[11]
- ダブルチート 偽りの警官 Season1 第6話（2024年5月31日、テレビ東京・WOWOW） - 藤山栄次郎 役[12]
- Believe-君にかける橋-（2024年4月25日 - 6月20日、テレビ朝日） - 国立署の捜査員水田 役
- GO HOME〜警視庁身元不明人相談室〜 第9話・最終話（2024年9月21日・9月28日、日本テレビ） - 磯辺誠司 役
- バントマン（2024年10月12日 - 12月21日、東海テレビ・フジテレビ） - 柳澤大喜 役[13][14]
- 問題物件 第3話（2025年1月29日、フジテレビ） - 前島四毛 役[15]
- 記憶捜査SP3 新宿東署事件ファイル（2025年3月10日、テレビ東京）[16] - 戸倉英明 役
- イグナイト -法の無法者- 第2話（2025年4月25日、TBS） - 大倉一郎 役
- Dr.アシュラ 第4話（2025年5月7日、フジテレビ） - 大鳳飯店 店主 役[17]

### 配信ドラマ
- 私たちも伊藤万理華ですが。（2020年10月 - 12月、VISION）
- RIDER TIME 仮面ライダーディケイド VS ジオウ/ディケイド館のデス・ゲーム 第1話・2話（2021年2月9日・14日、東映特撮ファンクラブ） - 老爺 役[18]

### 映画
- 東京上空いらっしゃいませ（1990年、相米慎二監督）
- 遊びの時間は終わらない（1991年、萩庭貞明監督）
- 紅〜BENI〜（1996年、もりしげる監督）
- キッズ・リターン（1996年、北野武監督） - ハヤシ 役
- CUTE（1997年、下山天監督）
- 暗殺の街（1997年、中田秀夫監督）
- ラヂオの時間（1997年、三谷幸喜監督） - バッキーさん 役
- ラブ&ポップ（1998年、庵野秀明監督） - ヤザキ 役
- 愛を乞うひと（1998年、平山秀幸監督）
- TOKYO EYES（1998年、ジャン＝ピエール・リモザン監督）
- 英二（1999年、黒土三男監督） - 梶 役
- GTO（1999年、鈴木雅之監督）
- ガラスの脳（2000年、中田秀夫監督） - 飯田由実の父　役
- 富江replay（2000年、光石冨士朗監督）
- 東京★ざんすっ「ランニング・フリー」（2001年、陣内孝則監督） - 桜田勇一 役
- ゴジラシリーズ
  - ゴジラ・モスラ・キングギドラ 大怪獣総攻撃（2001年、金子修介監督）） - BSデジタルQのディレクター 役[1]
  - シン・ゴジラ（2016年7月29日、庵野秀明総監督、樋口真嗣監督） - 警察庁刑事局局長 役[19][1]
- Last Dance 離婚式（2001年、向井寛監督）
- 殺し屋1（2001年、三池崇史監督） - イチのバイト先の店長 役
- 黄昏流星群 同窓会星団（2002年、山川元監督） - 吉田 役
- 模倣犯（2002年、森田芳光監督） - 篠崎刑事 役
- ドッジGoGo!（2002年、三原光尋監督）
- Dolls（2002年、北野武監督） - 公園のヒットマン 役
- OPEN HOUSE（2003年、行定勲監督）
- 女はバス停で服を着替えた（2003年、小沼勝監督） - 岩淵真一 役
- SUPPINぶるぅすザ・ムービー（2004年、今井雅之監督）
- Jホラーシアター「感染」（2004年、落合正幸監督） - 岸田孝 役
- デビルマン（2004年、那須博之監督） - 佃の同僚 役
- 北の零年（2005年、行定勲監督） - 窪平 役
- フライ,ダディ,フライ（2005年、成島出監督） - 安倍 役
- 容疑者 室井慎次（2005年、君塚良一監督） - 桜井宗男 役
- 同じ月を見ている（2005年、深作健太監督） - 刑事 役
- スマイル 聖夜の奇跡（2007年、陣内孝則監督）
- それぞれのシネマ「素晴らしき休日」（2007年、北野武監督） - 主演・農民 役 （「監督・ばんざい!」と同時上映の短編）
- 受験のシンデレラ（2008年3月、和田秀樹監督）
- 百万円と苦虫女（2008年、タナダユキ監督） - 刑事 役
- フレフレ少女（2008年10月、渡辺謙作監督） - 仮屋 役
- 劒岳 点の記（2009年、木村大作監督） - 木山竹吉 役
- スラッカーズ（2009年）
- モノクロームの少女 （2009年、五藤利弘監督）
- ゼロの焦点（2009年、犬童一心監督） - 金沢警察署・警部 役
- 悪人（2010年、李相日監督） - バスの運転手 役
- 桜田門外ノ変 （2010年、佐藤純彌監督、東映）
- あしたのジョー（2011年2月11日）
- アンフェア the answer（2011年、佐藤嗣麻子監督、東宝） - 大野 役
- WAYA! 宇宙一のおせっかい大作戦（2011年、古波津陽監督）
- はやぶさ 遥かなる帰還（2012年、瀧本智行監督、東映）
- 鐘楼のふたり（2012年、五藤利弘監督）
- フェルメールの憂鬱（2012年、五藤利弘監督）
- ばななとグローブとジンベイザメ（2013年2月、矢城潤一監督）
- 暗闇から手をのばせ（2013年4月、戸田幸宏監督） -小西 役
- 私の男（2014年6月14日、熊切和嘉監督） - 田岡 役
- 春を背負って（2014年6月14日、木村大作監督）
- ふしぎな岬の物語（2014年10月11日、成島出監督） -消防団長 役
- 小野寺の弟・小野寺の姉（2014年10月25日、西田征史監督） -理髪店の店長 役
- マエストロ!（2015年1月31日、小林聖太郎監督） - 鈴木稔 役
- 再生〜霊峰富士に抱かれて〜（2015年2月21日、外川桂監督） - 主演
- ジヌよさらば（2015年4月4日、松尾スズキ監督） - みよんつぁん 役
- 闇金ウシジマくんザ・ファイナル（2016年10月22日、山口雅俊監督） - 榊原 役
- レミングスの夏（2016年秋、五藤利弘監督） - 長峰刑事 役
- TOKYO CITY GIRL 2016（2016年11月、佐藤リョウ監督）
- 追憶（2017年5月、降旗康男監督、：木村大作撮影） - 不動産屋 役
- CAGE（2017年9月、杉山嘉一監督） - 外丸修一郎 役
- あゝ、荒野（2017年10月、岸義幸監督） - 二木健夫 役
- 大舞台は頂いた（2017年11月、神酒大亮監督・脚本） - 大田区三郎 役
- ガチ★星（2017年、江口カン監督） - 校長 役
- 漫画誕生（2018年、大木萠監督・若木康輔脚本）
- きらきら眼鏡（2018年、犬童一利監督）
- ノーマーク爆牌党（2018年、富澤昭文監督）
- 楽園（2019年、瀬々敬久監督）
- ザ・ファブル（2019年、江口カン監督） - 鉄板焼き屋の店長 役
- 夏の夜空と秋の夕日と冬の朝と春の風（時々もみじ色）（2019年、向井宗敏監督） - 安田剛志 役[20]
- 名刺ゲーム（2020年、木村ひさし監督） - 制作部長・松岡 役
- 美しき誘惑　～現代の「画皮」～（2021年、監督：赤羽博）
- yellow　ショートショートフィルムフェスティバル(2021年、監督：栢木琢也）
- ほうきに願いを(2021年、監督・脚本：五藤利弘）
- 呪い返し師—塩子誕生（2022年10月7日、監督：赤羽博） - 北村透教授 役
- メモリードア（2022年、原案・脚本・編集：加藤悦生）
- ALIVEHOON アライブフーン（2022年）
- てぃだ いつか太陽の下を歩きたい（2022年9月2日、監督：中前勇児）[21]嗣
- 鋼の錬金術師　完結編（2022年、監督：曽利文彦）
- Good bye Cruel World（2022年、監督：大森立嗣）
- ある役者達の風景（2022年、監督：沖正人）
- 沈黙のパレード（2022年、監督：西谷弘） - 間宮昌明 役
- [窓] MADO（2022年、監督：麻王）[22][23]
- 叢雲～ゴースト・エージェンシー～（2023年、監督・脚本：原田光規）
- さまよえ記憶（2023年、監督・脚本：野口雄大）
- 月（2023年、監督：石井裕也）[24]
- PERFECT DAYS（2023年、監督：ヴィム・ヴェンダース） - バーの常連客 役[25]
- シモキタブレイザー（2024年、監督：安藤光造）[26]
- 私が俺の人生!?（2024年、監督：中前勇児）[27]
- 金子差入店（2025年5月16日公開〈予定〉／古川豪監督、ショウゲート）

### Vシネマ
- けっこう仮面（1991年） - 弁教師 役
- Tバック・ハイスクール セクハラ教師をブッ飛ばせ!（1992年）
- 抗争 暴力団VSギャング（2005年） - デカ長 役

### 舞台
- 「最後の恐竜」ONEOR8 （2004年）
- 「大騒動の小さな家」Doris＆Orega collection vol.2（2004年、新国立劇場中劇場、他）
- 「電車男」（2005年、新宿パワーホール、他）
- 「コースター」Doris&Orega collection vol.3（2007年、青山円形劇場、他）
- 「疝気の虫」劇団下町ダニーローズ 第12回公演 （2010年、池袋シアターグリーン）
- 「ヴェニスの商人?〜火炎太鼓の真実」劇団下町ダニーローズ 第13回公演（2011年、池袋シアターグリーン）
- 「談志のおもちゃ箱 ヴェニスの商人？〜黄金餅後日談」劇団下町ダニーローズ 第14回公演（2012年、シアターモリエール）
- 「300億円事件」劇団タイムラグ第20回公演（2012年、シアターブラくッツ）
- 「浮遊するfitしない者達」劇団TEAM-ODAC第10回公演（2012年、紀伊國屋ホール）
- 「Lock'n'Roll」大川興業 第37回本公演（2012年、ザ・スズナリ、他）
- 「ぶっ壊したい世界」劇団TEAM-ODAC 第11回公演（2013年、青山円形劇場）
- 「死神が舞い降りる街」劇団下町ダニーローズ 第15回公演（2013年、レッドシアター）
- 「猫と犬と約束の燈」劇団TEAM-ODAC 第12回公演（2013年、紀伊國屋ホール）
- 「猿股のゆくえ」ONEOR8（2013年、レッドシアター）
- 「WORLD」（2013年、シアター1010）
- 「BLACK10」Glorious Creations × 劇団TEAM-ODAC（2013年、スペースゼロ）
- 「ブラウニングバージョン」雷ストレンジャーズテレンス・ラティガン上演シリーズvol.1 （2014年、シアターサンモール） - 主演
- 「芝浜」劇団下町ダニーローズ 第16回公演（2014年、シアターグリーン）
- 「ファウスト」（2014年、アイアシアター、他）
- 「疑惑」南座ミステリー劇場（2014年、南座、松竹）
- 「ヘブンイレブン！」（2015年、俳優座劇場、作・演出：白柳力）
- 「めんたいぴりり」（2015年、博多座） - 岡村吾郎 役
- 「真景累ヶ淵殺人事件」劇団下町ダニーローズ 第17回公演（2015年、池袋シアターグリーン）
- 「ファウスト」（2015年、東京芸術劇場プレイハウス、森ノ宮ピロティホール）
- 「嫁も姑も皆幽霊」（2015年、三越劇場、NLTプロデュース） - 勝山源造 役
- 「はるなつあきふゆ」劇団銅鑼公演ドラマファクトリーVol.9（2015年、銅羅アトリエ）
- 「不幸の家族」劇団下町ダニーローズ 第18回公演（2016年、下北沢小劇場B1）
- 「イライザ〜深海にひそむ初恋〜」（2016年、キンケロ・シアター演出：大江祥彦、脚本：渡部樹）
- 「嘘つき歌姫」（2017年、シアターサンモール、作・演出：えのもとぐりむ）
- 「不幸の家族」劇団下町ダニーローズ 第19回公演（2017年、赤坂レッドシアター）
- 「名人長二」明後日プロデュースVol.2 芝居噺（2017年、紀伊國屋ホール、企画・作・演出：豊原功補）
- 「のど自慢」（2017年国際フォーラムホールC、新神戸オリエンタル劇場、中日劇場）
- 「嫁も姑も皆幽霊」（2017年、三越劇場、NLTプロデュース） - 勝山源造 役
- 「クローズZERO」（2017年、CBGKシブゲキ!!、脚本・演出：山田能龍） - 滝谷英雄 役
- 「山歩き」（2017年、 赤坂エノキザカスタジオ、演出：小山ゆうな）
- 「猫と犬と約束の燈（再演）劇団TEAM-ODAC第28回本公演（2018年、草月ホール、脚本・演出：笠原哲平）
- 「私に会いに来て」神宮前プロデュース公演（2018年、サンモールスタジオ、演出:高橋いさを）
- 「人形島同窓会」劇団下町ダニーローズ 第20回公演（2018年、下北沢小劇場B1）
- 「川辺市子のために」（2018年、サンモールスタジオ、脚本・演出：戸田彬弘（チーズfilm））
- 「初恋2018」Orega Presents Vol.01（2018年、東京芸術劇場シアターウエスト他、作：土田英生、潤色：横山拓也、演出：大江祥彦）
- 「THE TRUTH OF PALM」TEAM快賊船 CINEMA LIVE Vol.46（2018年10月31日 - 11月4日 花まる学習会王子小劇場）
- 「Boss＆Police〜ガケデカ後藤誠一郎〜」東根作寿英俳優生活30周年記念公演（2019年1月9日 - 13日、CBGKシブゲキ!!）
- 「浮遊するfitしない者達」劇団TEAM-ODAC第31回公演（2019年4月10日 - 14日、俳優座劇場、脚本・演出：笠原哲平）
- 「天狗 ON THE RADIO」（2019年5月2日 - 6日、東京芸術劇場シアターウエスト、脚本・演出：大浜直樹）
- 「不幸の正義の味方」劇団下町ダニーローズ 第21回公演（2019年5月29日 - 6月9日、サンモールスタジオ）
- 「青空」朗読劇 方南ぐみ企画公演（2019年8月13日、三越劇場、脚本・演出：樫田正剛）
- 「上にいきたくないデパート」（2019年8月21日 - 29日、三越劇場、脚本・演出：岸本鮎佳）
- 「タクシードライバー」（2019年11月7日 - 10日、キンケロ・シアター、演出：藤重政孝）
- 「八街演劇祭〜Yachimata Drama Festival〜」（八街市中央公民館）
- 「ブロードウェイ・ミュージカル「ウエスト・サイド・ストーリー」Season3」（2020年4月1日 - 5月31日、IHIステージアラウンド東京
- 「グッバイ・エイリアン」Monkey Works Vol.4 (2020年7月8日 - 12日、草月ホール、作：木下半太、脚色・演出：笠原哲平）
- 「チョコレートドーナツ」PARCO劇場オープニング・シリーズ（2020年12月7日 - 30日、PARCO劇場他、演出：宮本亞門）
- 「青空」朗読劇（2021年3月19日、北國新聞赤羽ホール、脚本・演出：樫田正剛）
- 「青空」朗読劇 方南ぐみ企画公演（2021年6月21日、六本木俳優座劇場、脚本・演出：樫田正剛）
- 「ヒミズ」（2021年9月18日 - 26日、Mixalive YOKYO 「Theater Mixa」、脚本・演出：谷碧仁）
- 「フタマツヅキ」iaku2021年秋公演（東京：2021年10月28日 - 11月7日、シアタートラム、大阪：2021年11月12日 - 14日、ABCホール、作・演出：横山拓也）
- 「朝ぼらけ」teamキーチェーン（2022年1月7日 - 10日、吉祥寺シアター、脚本・演出：Azuki）
- 「珠子が居なくなった」グッドディスタンス（2022年3月31日 - 4月6日、新宿シアタートップス、作・演出：深井邦彦）
- 「青空」朗読劇（2022年5月14日、熊谷文化創造館さくらめいと 太陽のホール、脚本・演出：樫田正剛）
- 「？人のおもしろがれない大人たち」WAHAHA本舗 （2022年5月17日 - 22日、新宿シアタートップス、作・演出：山崎洋平）
- 「楽屋」（2022年6月22日 - 26日、千代田区内幸町ホール、作：清水邦夫 演出：川口啓史）
- 「サンセットメン」プリエールプロデュース（2022年7月16日 - 24日、東京芸術劇場 シアターウエスト、作･演出：桑原裕子）
- 「掃除機」KAAT神奈川芸術劇場プロデュース（2023年3月4日 - 22日、KAAT神奈川芸術劇場、演出：本谷有希子）
- 舞台「Goforward！」亀有リリオホール理事長秘書槇枝役
- 「最高のオバハン 中島ハルコ」（シアター1010、御園座、博多座、レグザムホール、新歌舞伎座、長野市芸術館、岩手県民会館、やまぎん県民ホール）
- 「マミィ！」（2024年1月19日 - 21日、亀戸文化センター カメリアホール、作・演出：田村孝裕）[28]
- 「前田慶次 かぶき旅 STAGE&LIVE〜肥後の虎・加藤清正編〜」（2024年9月27日 - 11月4日、シアターH他、脚本：田中大祐、演出：加古臨王）[29]
- 「真夜中に起こった出来事」（2025年3月7日 - 23日、よみうり大手町ホール他、作：マーク・ヘイハースト、演出：深作健太） - カール・フォン・オシエツキー 役[30]
- 「青空」朗読劇 方南ぐみ企画公演（2025年1月31日、六本木俳優座劇場、脚本・演出：樫田正剛）[31]
- 朗読劇「夢の値段」（2025年4月24日 - 29日、シアター・アルファ東京、作・演出：梶原涼晴）[32]
- 劇団TEAM-ODAC第46回本公演 『猫と犬と約束の燈〜最終章〜』（2025年5月14日 -18日、新国立劇場小劇場、作・演出：笠原哲平）

### テレビアニメ
- 金田一少年の事件簿R（2014年、読売テレビ） - 朽沼末吉 役

### バラエティ
- エイデンシアター UGATTA（1994年10月 - 2001年11月、東海テレビ） - 楠美津香と共演
- 秘密のケンミンSHOW（読売テレビ）
- たけしのポリスアカデミー（テレビ朝日）
- 快傑えみちゃんねる
- 関ジャニのジャニ勉（テレビ朝日）
- くりぃむクイズ ミラクル9（テレビ朝日）
- すはだの学校TV（スキンケア・バラエティ、あきゅらいず美養品） - レギュラーMC
- ダウンタウンDX（読売テレビ）
- ごきげん歌謡笑劇団（NHK）
- さらさらサラダ（NHK）
- 出没!アド街ック天国（テレビ東京）
- 超入門！落語 THE MOVIE「目黒のさんま」（NHK）
- 行列のできる法律相談所（日本テレビ）
- 人生が変わる1分間の深イイ話（日本テレビ）
- 解決!ナイナイアンサー（日本テレビ）
- 朝だ!生です旅サラダ（朝日放送）
- クチコミ新発見！旅ぷら（読売放送）
- ドラマちっくニュース4　名探偵ココロン（日本テレビ）
- クイズ!脳ベルSHOW（2017年10月16日・17日、2020年10月14日・15日・16日、BSフジ）
- プレバト!!（2017年12月7日、TBS）
- この差って何ですか?（2018年5月22日、TBS）
- THE突破ファイル（2019年1月10日、日本テレビ）
- 名医のTHE太鼓判!（2019年4月8日、TBS）
- おじさん くた美れ旅（2019年4月17日、BS-TBS）

### ラジオ
- ON THE WAY COMEDY 道草（TOKYO FM） - ゲスト
- 高田文夫のラジオビバリー昼ズ（ニッポン放送） - ゲスト
- 大竹まこと ゴールデンラジオ!（文化放送） - ゲスト
- シワ・ハウス（NHKラジオ第1） - ゲスト
- くにまるジャパン 極（文化放送）
- NHKふんわり
- ラジオ深夜便春風亭昇太のレコード道楽2023年

### ナレーション
- 家族の肖像（2019年5月18日、テレビ山梨）

### CM
- 大鵬薬品工業 チオビタドリンク（1992年）
- ココストア「カード」（1993年）
- 住友金属（1993年）
- NTTタウンページ（1995年）
- 東武動物公園（2000年 - 2001年）
- KDDI（2001年）
- 日清製油（2001年）
- ぷらっと（2002年）
- 資生堂 不老林（2002年）
- アサヒペン（2002年）
- NTTドコモ北海道（2003年）
- 車買い取り専門アップル（2003年）
- 「アンドレ・リュウ」コンサート（2003年）
- ラジオCM「サントリー・バランタイン17年」（2004年）
- ポッカコーヒー（2005年）
- 積水ハウス（2006年）
- トランスコーポレーション（2006年）
- ヨリモ（2007年）
- トヨタ・パッソ「ひとまかせ篇」（2007年1月）
- ボス贅沢微糖（2008年9月）
- 白十字WEBムービー 「父と娘の救急箱」篇（2013年7月 - ）
- あきゅらいず美養品WEB「ムービー すはだの学校」（2014年 - 2015年）
- からだすこやか茶W（日本コカ・コーラ）（2016年2月 - ）[33]
- 日本ケンタッキー・フライド・チキン 味わい岩塩チキン「和食料理人の師弟」篇（2016年5月12日 - 31日））[34]
- 家樹WEBムービー 「結婚前夜・父からの贈りもの」

### MV
- 松井文「いつになったら」